# Sofia Vassilieva
Sofia Vassilieva, właściwie Sofia Vladimirovna Vassilieva (ur. 22 października 1992) – amerykańska aktorka. Najbardziej znana z roli bohaterki książki dla dzieci, Eloise, z serialu Medium i z roli chorej na raka pacjentki Kate Fitzgerald w adaptacji książki Jodi Picoult "Bez mojej zgody". 

## Życie i kariera
Vassilieva urodziła się w Minneapolis w Minnesocie. Jest córką rosyjskich imigrantów, Larissy Vassilievy, biologa i Vladimora Vassilieva, fizyka. Kiedy miała siedem lat, została odkryta przez Międzynarodowe Stowarzyszenie Modelingu i Talentów (IMTA) w Nowym Jorku. Po upływie około roku zagrała Elenę - wnuczkę emerytowanego rosyjskiego generała w epizodzie serialu "Ostateczny termin". W 2002 roku zagrała Cindy Brady w filmie "Rodzinka w Białym Domu", obok Shelley Long i Gary'ego Cole. Zagrała również małą Ginę w Inhabited obok Malcolma McDowella. 
W 2002-2003 grała książkową bohaterkę Eloise w dwóch filmach: "Eloise w hotelu Plaza" i "Eloise w okresie Bożego Narodzenia", w reżyserii Kevina Limy z Julie Andrews jako nianią. Za rolę Eloise była w 2004 roku nominowana do Young Artist Award w kategorii najlepsza młoda aktorka w filmie, miniserialu lub specjalnie. 
Kiedy Vassilieva miała 11 lat, zagrała rolę Ariel Dubois w serialu telewizyjnym "Medium". 
Sofia zdobyła dwie nagrody Young Artist Award. Jedną w 2006 r. w kategorii najlepsza rola drugoplanowa w filmie telewizyjnym za rolę w "Medium" i drugą w 2010 r. w kategorii najlepsza rola drugoplanowa w filmie fabularnym za rolę w "Bez mojej zgody". W wyreżyserowanym przez Nicka Cassavetesa filmie "Bez mojej zgody" Sofie zagrała obok Cameron Diaz, Jasona Patrica i Abigail Breslin. Żeby zagrać w tym filmie zgoliła głowę i brwi. 
Vassilieva obecnie jest studentką na Uniwersytecie Columbia w Nowym Jorku. Sofia mówi po rosyjsku, francusku i angielsku. 

## Filmografia
- 2001: The Agency jako Elena
- 2001: Rodzinka w Białym Domu jako Cindy Brady
- 2003: Eloise w hotelu Plaza jako Eloise
- 2003: Eloise w okresie Bożego Narodzenia jako Eloise
- 2003: Inhabited jako Gina Russel
- od 2005: Medium jako Ariel Dubois
- 2007: Dzień Zero jako Mara
- 2008: Hurt jako Sarah Parsons
- 2009: Bez mojej zgody jako Katherine "Kate" Fitzgerald
- 2010: Stand Up to Cancer jako ona sama (program TV)